# Mariaba semifascia
Mariaba semifascia là một loài bướm đêm trong họ Geometridae.